# Enkū
Enkū (jap. 円空; ur. 1632, zm. 1695) – japoński mnich buddyjski szkoły tendai, rzeźbiarz.

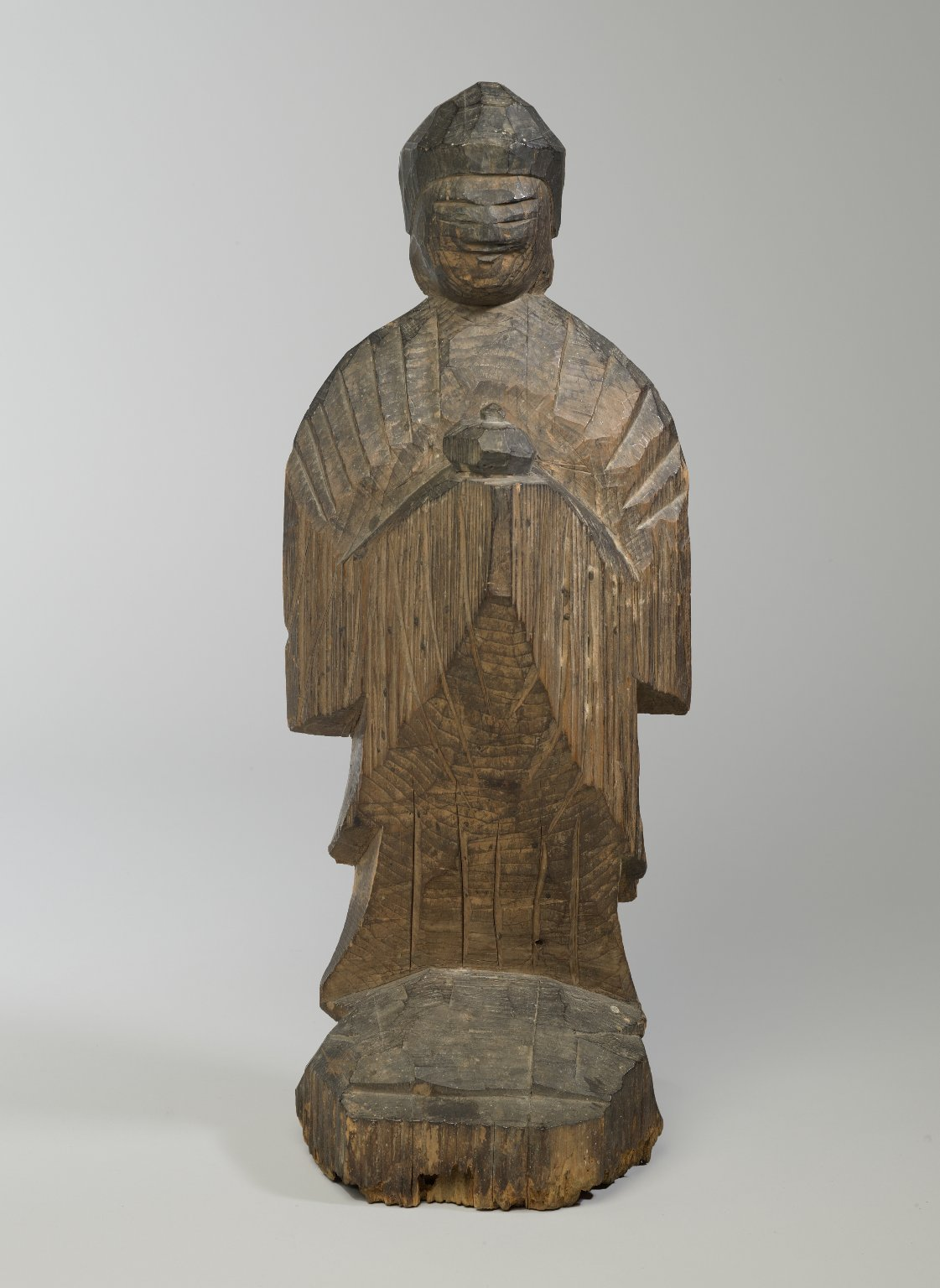
Rzeźba autorstwa Enkū

Pochodził z prowincji Mino (obecna prefektura Gifu), jego ojciec był cieślą. Był ascetą (yamabushi) i prowadził wędrowny żywot, docierając do różnych zakątków Japonii i zostawiając swoje prace w świątyniach i chramach. Kilka lat spędził w Matsumae nauczając Ajnów, przez których traktowany był jako wcielenie Buddy. W 1671 studiował w Hōryū-ji. W 1679 zamieszkał w świątyni Mii-dera, gdzie uzyskał święcenia. Zmarł na skutek dobrowolnej głodówki i został pochowany w świątyni Miroku-ji w Seki. 
Rzeźbił w drewnie figury, głównie buddów i bodhisattwów. Zachowało się ponad 7 tysięcy jego dzieł, znajdujących się głównie w świątyniach w centralnej Japonii (prefektury: Aichi, Gifu, Saitama, Tochigi). Rzeźby Enkū, wykonywane siekierą, szybkimi, pewnymi ruchami, często tylko z grubsza ociosane, cechują się niezwykłą ekspresją i dynamiką. 
Wyłamująca się z kanonów tradycyjnej rzeźby sakralnej twórczość Enkū przez długi czas była odrzucana jako prymitywna i została doceniona dopiero w czasach współczesnych.